# تشاك سميث (عداء سريع)
تشاك سميث (بالإنجليزية: Chuck Smith)‏ هو عداء سريع أمريكي، ولد في 12 مارس 1949 في شيكاغو في الولايات المتحدة.

## وصلات خارجية
- تشاك سميث على موقع أوليمبيديا (الإنجليزية)